# Robert J. Bodnar
Robert J. Bodnar (* 25. August 1949 in McKeesport, Pennsylvania) ist ein US-amerikanischer Geochemiker.
Bodnar studierte an der University of Pittsburgh mit dem Bachelor-Abschluss in Chemie 1975 und an der University of Arizona mit dem Master-Abschluss in Geologie 1978 und wurde 1985 an der Pennsylvania State University in Geochemie und Mineralogie bei Edwin W. Roedder promoviert. Während dieser Zeit war er Erdölgeologe bei der Chevron Oilfield Research Company in La Habra in Kalifornien. Ab 1985 lehrte er an der Virginia Tech. 1997 wurde er dort C. C. Gavrin Professor und später Distinguished Professor. Er gründete dort das Fluids Research Laboratory.
Bodnar ist ein Pionier in der Herstellung künstlicher Flüssigkeits-Inklusionen in Mineralien zum Studium der natürlichen Inklusionen und deren Entstehungsbedingungen. 1999 fand er mit anderen Wasser in einem Flüssigkeitseinschluss eines Meteoriten.
Er erhielt einen Presidential Young Investigator Award, erhielt 2010 die Silbermedaille der Society of Economic Geologists, erhielt die Thomas Jefferson Medal, ist Ehrendoktor der Universität Neapel, Honorary Fellow der Geological Society of India und Fellow der American Association for the Advancement of Science. 2023 wurde Bodnar zum Mitglied der National Academy of Sciences gewählt.